# Theodor Innitzer

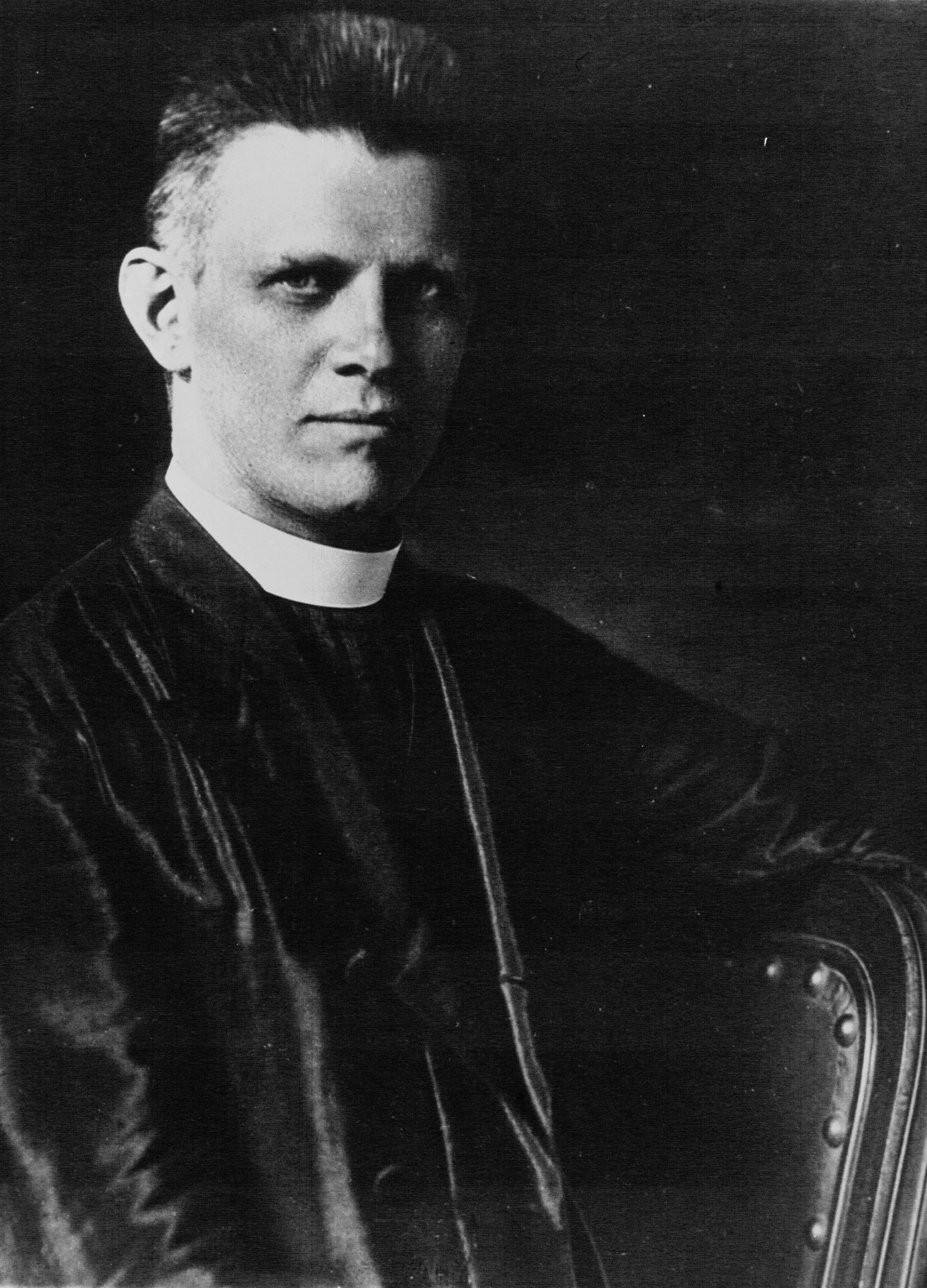
Theodor Innitzer (1932)

Kardinalswappen

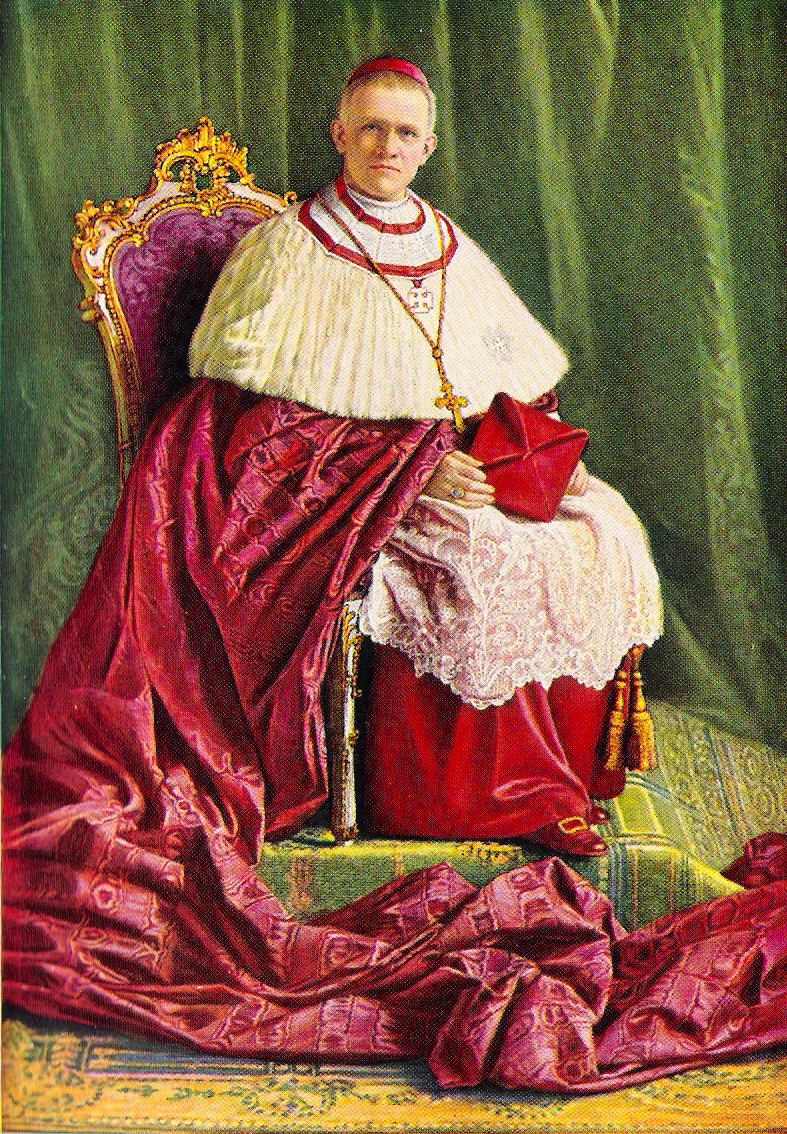
Theodor Kardinal Innitzer in Cappa magna, ca. 1933

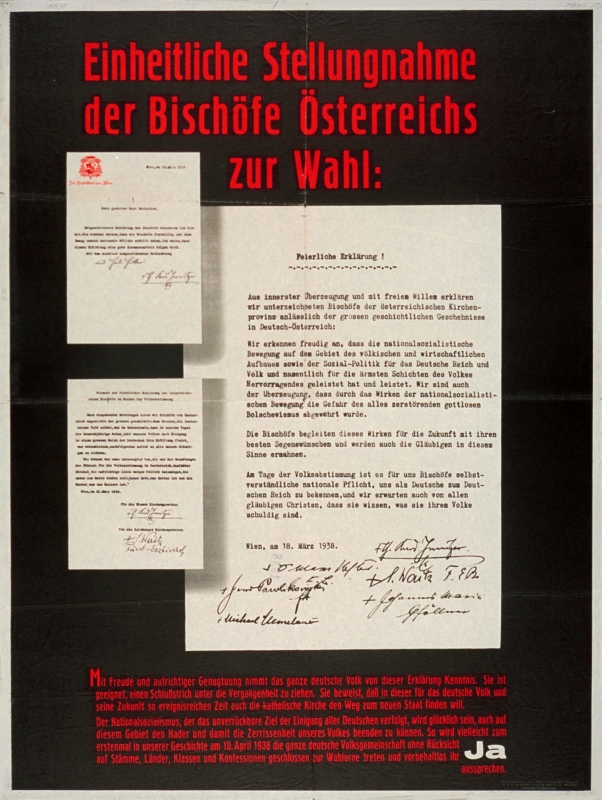
Unterstützung des Anschlusses Österreichs (1938)

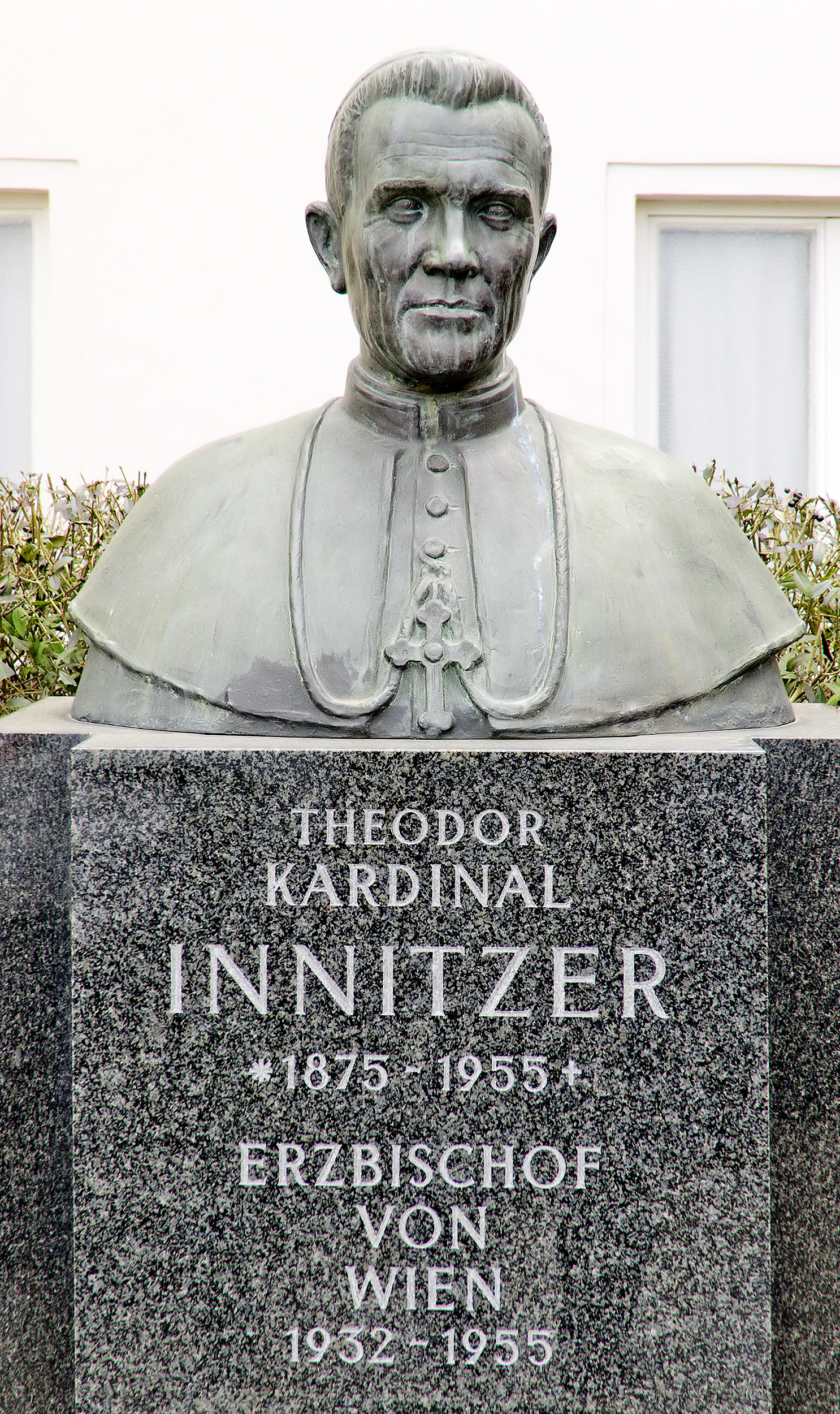
Büste Theodor Innitzers am Kardinal-Innitzer-Platz

Theodor Kardinal Innitzer (* 25. Dezember 1875 in Neugeschrei, Böhmen; † 9. Oktober 1955 in Wien) war ein österreichischer römisch-katholischer Geistlicher, ab 1911 Professor für Neues Testament an der Universität Wien, 1929/30 Sozialminister und ab 1932 Erzbischof der Erzdiözese Wien.

## Priester, Professor, Minister
Innitzer wurde als Sohn Wilhelm Innitzers, eines Bürgers in Weipert in Nordböhmen, Haus Nr. 362, und Posamentiers in einer Textilfabrik, und seiner Gemahlin Maria, geborene Seidl, Tochter eines Bergwerkbeamten aus dem Bürgerhaus Nr. 242, geboren. Nach der Pflichtschule war er kurz Lehrling in einer Textilfabrik. Der Dechant seiner Heimatgemeinde ermöglichte ihm schon in den Jahren 1890 bis 1898 den Besuch des Gymnasiums in Kaaden.
1898 trat er ins Wiener Priesterseminar ein und empfing am 25. Juli 1902 die Priesterweihe. Zunächst war er Kaplan in Pressbaum, danach 1910 Studienpräfekt und später Subregens des Wiener Priesterseminars.
Innitzer war Mitglied der katholischen Studentenverbindungen K.Ö.H.V. Nordgau Wien, KHV Babenberg Wien, KAV Bajuvaria Wien, KaV Norica Wien und KÖHV Franco-Bavaria Wien im ÖCV sowie der K.Ö.L. Maximiliana Wien im K.Ö.L.
1906 wurde er zum Dr. theol. an der Universität Wien promoviert und habilitierte sich im Jahr 1908. Danach war er Privatdozent, 1911 bis 1932 Professor und ab 1913 Inhaber des Lehrstuhles für neutestamentliche Exegese an der Universität Wien. 1923 war er an der Gründung der Missionsgesellschaft Königin der Apostel beteiligt. 1928/29 wurde er Rektor der Universität Wien. 1929/30 gehörte er als Sozialminister dem Kabinett Schober III an, 1931/32 war er Dekan der theologischen Fakultät.

## Erzbischof von Wien
Am 19. September 1932 wurde er von Pius XI. zum Erzbischof von Wien ernannt, die Bischofsweihe spendete ihm am 16. Oktober desselben Jahres der Apostolische Nuntius in Österreich, Enrico Sibilia; Mitkonsekratoren waren Ernst Karl Jakob Seydl und Franz Kamprath, beide Weihbischöfe in Wien. Von 1932 bis 1949 war er auch Apostolischer Administrator des Burgenlandes. Am 13. März 1933 wurde er als Kardinalpriester mit der Titelkirche San Crisogono in das Kardinalskollegium aufgenommen. Im selben Jahr gründete er das Dom- und Diözesanmuseum. Die von Engelbert Dollfuß, zu dem Innitzer engen Kontakt hielt, so bezeichnete Selbstausschaltung des Parlaments und der diktatorische Ständestaat wurden von ihm begrüßt. Die katholische Kirche war in den folgenden Jahren einer der Stützpfeiler des austrofaschistischen Systems.
In den 1930er Jahren protestierte er als eine der wenigen westlichen Persönlichkeiten gegen den „Holodomor“, eine durch die Sowjets eingeleitete Hungerkatastrophe in der Ukraine. Er rief in Folge eine internationale und interkonfessionelle Hilfsaktion für die Hungeropfer ins Leben. Am 20. August 1933 veröffentlichte Innitzer auf der Titelseite der Zeitung Die Reichspost einen eindringlichen Appell: „Kardinal Innitzer ruft die Welt gegen den Hungertod in Russland auf.“ Dabei verwendete er bewusst den Aufruf Deus lo vult der Kreuzzüge und ersetzte den Sinn mit einem durchaus karitativen: Auf zur gemeinsamen brüderlichen Tat, ehe es zu spät ist! Gott will es! Ebenso organisierte er Konferenzen, um die Öffentlichkeit auf den Holodomor aufmerksam zu machen.

### „Anschluss“ Österreichs
Viel Kritik rief sein Verhalten nach dem „Anschluss Österreichs“ an das Dritte Reich hervor. Er sprach sich – unter starkem Druck der nationalsozialistischen Führung – vor der Volksabstimmung über den Anschluss am 10. April 1938 öffentlich für diesen aus. Beim Besuch von Adolf Hitler am 15. März 1938 im Hotel Imperial in Wien ließ er „die Glocken läuten“, stattete dem „von Gott gesandten Führer“ einen offiziellen Besuch ab und unterzeichnete am 18. März eine von Gauleiter Bürckel angeregte Feierliche Erklärung der österreichischen Bischöfe, in der diese den Anschluss Österreichs befürworteten. Von Bürckel beraten, unterschrieb Innitzer das Begleitschreiben handschriftlich mit der Formel … und Heil Hitler!. Diese Erklärung wurde zusammen mit Innitzers Hitlergruß ohne Zustimmung der Bischöfe im ganzen Deutschen Reich durch Plakate verbreitet.
Nachdem Innitzer im Austrofaschismus die politische Linie des Vatikans vertreten hatte, distanzierte sich der Heilige Stuhl nun von dessen Erklärung. Auf Wunsch von Papst Pius XI. musste Innitzer am 6. April 1938 in Rom eine Klarstellung unterzeichnen, die im Osservatore Romano veröffentlicht wurde. Der Papst richtete dem Erzbischof aus, dass es keine beschämendere Episode der Kirche als die Erklärung der österreichischen Bischöfe gebe. Die Hoffnung auf einen – versprochenen – kirchenfreundlichen Kurs des neuen Regimes erfüllte sich nicht. Bald wurden kirchliche Zeitungen und Vereine verboten. Auch das Konkordat wurde aufgehoben. Diese Schritte bewogen Innitzer zu einer Wende im Umgang mit dem neuen Regime.

### Rosenkranzfest Oktober 1938
Am 7. Oktober 1938 hatte Kardinal Innitzer wie jedes Jahr die Jugend zu einer Andacht zum traditionellen Rosenkranzfest eingeladen. Aufgrund des bestehenden Verbots katholischer Vereine rechnete man mit 300 oder höchstens mit 2000 Jugendlichen. Doch füllten zirka 9000 Jugendliche den Stephansdom bis auf den letzten Platz, so dass eine eindrucksvolle Atmosphäre entstand. Innitzer predigte zu den Jugendlichen die berühmt gebliebenen Worte: „Jetzt [müssen wir uns] umso standhafter zum Glauben bekennen, zu Christus – unserem Führer!“, und die Menge brach in Jubel aus. Nach der Andacht zogen die Jugendlichen Kirchenlieder singend zum Palais des Erzbischofs, wo sie „Wir wollen unseren Bischof sehen!“ riefen. Am folgenden Tag stürmten Trupps der Hitlerjugend das Palais. Sie zertrümmerten Fenster, zerstörten Gemälde und warfen Möbel zum Fenster hinaus. Erst nach 40 Minuten, als die gewalttätige Jugend längst verschwunden war, traf langsam die Polizei ein. Viele Historiker sehen in dieser Andacht und der Rosenkranz-Demonstration den Ursprung des katholischen österreichischen Widerstandes.
1940 gründete der Kardinal die Erzbischöfliche Hilfsstelle für nichtarische Katholiken. Sie verhalf hunderten katholischen „Nichtariern“ zur Flucht in ein sicheres Ausland.

### Predigt 1944
Im Oktober 1944 hielt Innitzer eine Predigt in der Pfarre Wien-Reindorf, bei der auch Mitglieder der NSDAP-Ortsgruppe zuhörten und darüber einen Bericht schrieben. Sie kritisierten in ihrem Bericht, dass Innitzers Rede „raffiniert demoralisierend abgefasst“ war. Dabei ist wohl an Aussagen wie die folgende gedacht: „Man weiß nicht, was kommen wird. Möglich, daß auch Wien Kriegsschauplatz wird.“ Allerdings führte Innitzer das Kriegsgeschehen unmittelbar auf Gott zurück, er sah darin eine Strafe für das Fehlverhalten der Menschen. Daneben äußerte Innitzer auch sein Bedauern über die geringe Teilnahme am kirchlichen Leben: Kinder wachsen ohne Kommunion und Beichte auf, haben in der Schule keinen Religionsunterricht, es gibt keine Priesterseminare mehr, und nur ein Sechstel der Katholiken geht in die heilige Messe.
Solche Hinweise lassen sich auch als indirekte Kritik an der nationalsozialistischen Regierung verstehen, da durch deren Maßnahmen der kirchliche Einfluss zurückgedrängt wurde.

### Koadjutor ab 1950
1950 wurde zur Unterstützung Innitzers Franz Jachym zum Koadjutor sedi datus ernannt. Diese besondere Funktion, welche im Kirchenrecht (seit 1983) nicht mehr vorhanden ist, bedeutete, dass Jachym nicht der Person Kardinal Innitzers als designierter Nachfolger beigegeben war, sondern der Erzdiözese Wien selbst (daher sedi datus, d. h. „dem (Bischofs-)Sitz beigegeben“) als permanenter Koadjutor, aber ohne Nachfolgerecht, als welcher er auch unter Innitzers Nachfolger Franz Kardinal König im Amt blieb.
Kardinal Innitzers Grab befindet sich in der Bischofsgruft des Wiener Stephansdoms.

## Nachwirkung
In dem US-amerikanischen Spielfilm Der Kardinal (The Cardinal, 1963) wurde Kardinal Innitzer von Josef Meinrad dargestellt.
Im Jahr 1985 wurde in Wien-Döbling (19. Bezirk) der Kardinal-Innitzer-Platz nach ihm benannt.
Seit 1962 wird jährlich der Kardinal-Innitzer-Preis vergeben.

## Schriften (Auswahl)
- Johannes der Täufer. Nach der heiligen Schrift und der Tradition dargest. von Theodor Innitzer. Mayer, Wien 1908.
- Kommentar zum Evangelium des heil. Lukas mit Ausschluß der Leidensgeschichte. (Von Franz Xaver Pölzl. 2. umgearb. Auflage bes. von Theodor Innitzer.) Graz u. Wien 1912.
- Hofrat Dr. Fr. X. Pölzl. Styria, Graz 1915.
- Kommentar zum Evangelium des heiligen Markus mit Ausschluß der Leidensgeschichte. (Begründet von Franz Xaver Pölzl. 3. umgearb. Auflage bes. von Theodor Innitzer.) Graz u. Wien 1916.
- Kurzgefaßter Kommentar (Commentar) zu den vier heiligen Evangelien. (Begründet von Franz Xaver Poelzl fortgesetzt von Theodor Innitzer. 4 verb. Auflage) Graz 1928.
- Die Religion der Erde in Einzeldarstellungen. (Gemeinsam mit Fritz Wilke.) Leipzig u. Wien 1929.
- Das Heilige Jahr und der Friede. In: Hermann Hoffmann: Die Kirche und der Friede. 1933.
- Er ist auferstanden! Bilder von Josef von Führich. Erklärung von Theodor Innitzer. Bernina, Wien 1949.
- Glaubensbrief. Herder, Wien 1939–40
- Was tun wir selbst? Kardinal-Erzbischof Theodor Innitzer u. Erzbischof-Koadjutor Franz Jachym rufen zur Hilfe f. junge Familien. Kath. Familienwerk der Erzdiözese Wien, Wien 1951.